# کارل آلمنرودر
کارل آلمنرودر (به آلمانی: Karl Allmenröder) (۳ مه ۱۸۹۶ – ۲۷ ژوئن ۱۹۱۷) خلبان تک‌خال آلمانی در جنگ جهانی اول بود که ۳۰ پیروزی هوایی به دست آورد و نشان‌های عالی پور لو مریت و صلیب آهنین را دریافت کرد.

## زندگی
کارل آلمنرودر روز ۳ مه سال ۱۸۹۶ در شهرک کوچک والت در حاشیه زولینگن زاده شد. پدرش واعظ لوترن بود. شروع به تحصیل در رشته پزشکی کرد اما در میانه آن با آغاز جنگ جهانی اول وارد خدمت نظامی شد. ابتدا در هنگ ۶۲ توپخانه صحرایی آموزش دید و سپس به هنگ ۲۰ توپخانه صحرایی منتقل شد. چند ماه دوباره به هنگ ۶۲ توپخانه صحرایی بازگشت. میدان نبرد را در لهستان تجربه و ماه مارس سال ۱۹۱۵ نشان درجه دو صلیب آهنین را دریافت کرد. روز ۳۰ مارس به سلک افسران درآمد. ماه اوت صلیب درجه یک فریدریش-آوگوست به او اعطا شد.
آلمنرودر با برادر خود، ویلی، داوطلب خدمت در نیروی هوایی امپراتوری آلمان شد. روز ۲۹ مارس سال ۱۹۱۶ با این درخواست موافقت شد. این دو پس از تکمیل دوره آموزشی در دانشکده پرواز هالبرشتات، در یگان ۲۲۷ پرنده قرار گرفتند و سپس ماه نوامبر به اسکادران شکاری ۱۱ منتقل شدند. مانفرد فون ریشتهوفن نامدار این اسکادران را فرماندهی می‌کرد.

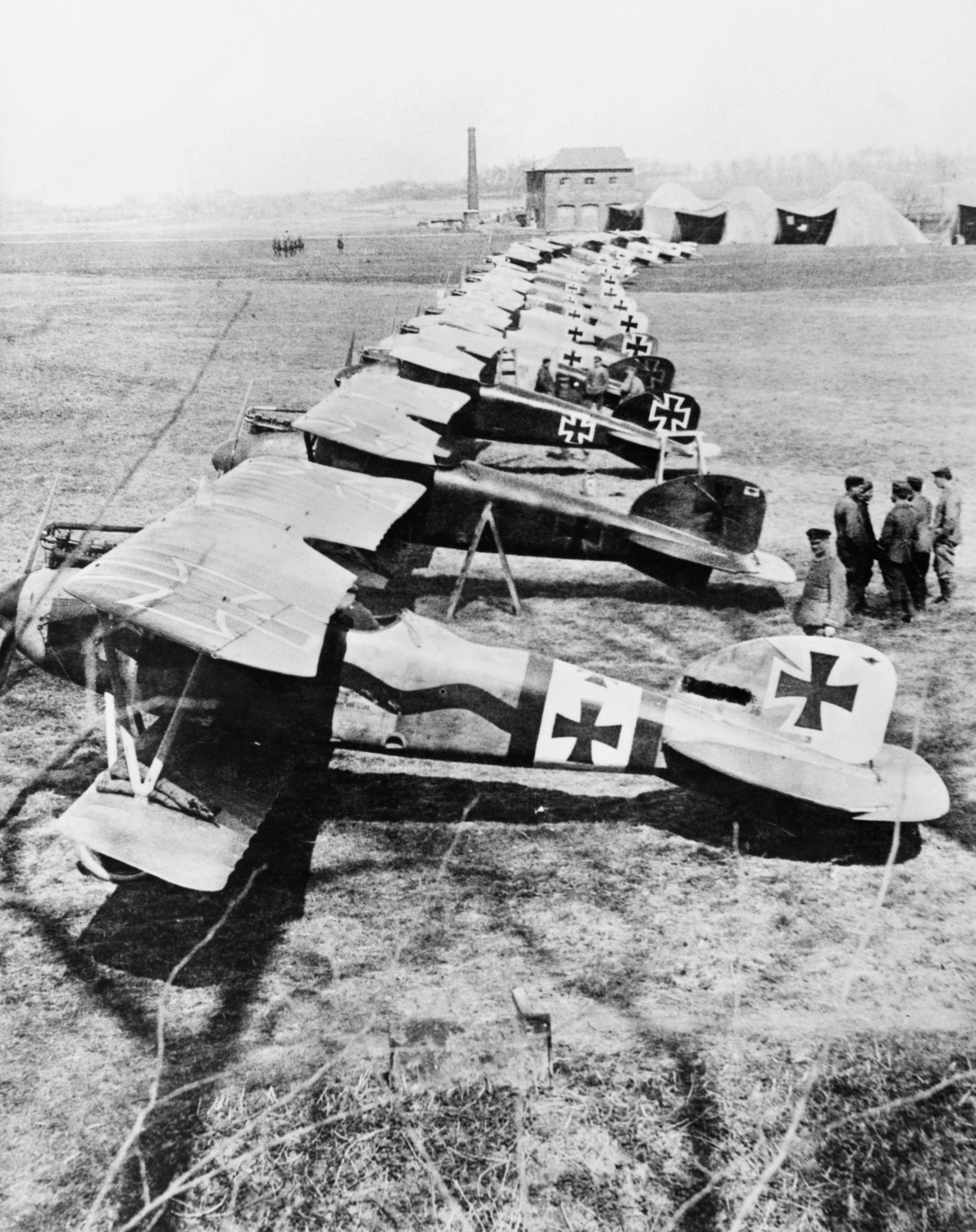
هواگردهای آلباتروس دی. ۳ اسکادران ۱۱ شکاری

آلمنرودر نخستین پیروزی هوایی خود را روز ۱۶ فوریه سال ۱۹۱۷ با سرنگون کردن یک هواگرد بی‌ایی-۲سی به دست آورد. تا پایان ماه مارس چهار هواگرد دیگر را هم سرنگون کرد و نشان درجه یک صلیب آهنین به او اعطا شد. ماه آوریل را با یک پیروزی هوایی بر یک هواگرد بی‌ایی-۲ در نزدیکی لانس آغاز کرد. روزهای ۲۵، ۲۶ و ۲۷ آوریل، در سه روز پی‌درپی، سه هواگرد را سرنگون کرد و شمار پیروزی‌های هوایی خود را به ۸ رساند. در همین زمان برادرش، با دو پیروزی هوایی، خود سرنگون و به شدت مجروح شد تا از خدمت هوایی کنار برود.
آلمنرودر ماه مه سال ۱۹۱۶ سیزده پیروزی هوایی حاصل کرد که شامل پیروزی‌های دوگانه در روزهای ۱۳، ۲۴ و ۲۵ ماه می‌شد. شمار پیروزی‌های او به ۲۲ رسید. ماه ژوئن یکی را روز سوم، دو تا را روز چهارم و یکی دیگر را روز پنجم سرنگون کرد و مجموعاً ۲۶ پیروزی هوایی دست یافت. روز ۶ ژوئن نشان صلیب شوالیه خاندان سلطنتی هوهنت‌سولرن و روز ۱۴ ژوئن نشان پور لو مریت به او اعطا شد.
چهار هواگرد دیگر روزهای ۱۸، ۲۴، ۲۵ و ۲۶ ژوئن قربانی آلمنرودر شدند. آخرین مورد یک هواگرد دیده‌بانی نیوپور به خلبانی جرالد نَش، تک‌خال کانادایی بود. این سی‌امین و واپسین پیروزی هوایی آلمنرودر بود. همان روز فون ریشتهوفن فرماندهی اسکادران ۱۱ شکاری را به آلمنرودر سپرد تا خود طبق فرمان جناح ۱ شکاری را ایجاد کند.

## مرگ
روز بعد، ۲۷ ژوئن سال ۱۹۱۷، آلمنرودر در یک تاکتیک ابتکاری برای به تله انداختن هواگردهای سه‌باله بریتانیایی، اسکادران خود را به دو قسمت تقسیم کرد. یک بخش به صورت نامعمولی در ارتفاع پایین می‌ماند تا توجه دشمن را به خود جلب کند. بخش دیگر در حداکثر ارتفاع پرواز می‌کرد و پس از پدیداری دشمن به سمت آن شیرجه می‌رفت. گشتی آلمانی ساعت ۹:۴۵ صبح بر فراز زیِبکه در بلژیک مورد حمله جنگنده‌های بریتانیایی قرار گرفت. به هر حال آرایش در ارتفاع نتوانست به موقع حمله دشمن را شناسایی کند و بریتانیایی‌ها با حمله به آرایش پایینی، محل را به سمت شرق ترک کردند. ناظران روی زمین دیدند که هواگردهای دو بخش اسکادران به یکدیگر ملحق شدند و اوج گرفتند؛ جز یکی به شمایل هواگرد آلمنرودر که به آرامی به سمت غرب می‌رفت. هواگرد رفته‌رفته به سمت پایین چرخید و در نهایت در یک شیرجه عمودی غیرقابل هدایت به سمت زمین رفت. گفته می‌شود ممکن است ریموند کولیشاو، تک‌خال کانادایی نیروی هوایی بریتانیا، مسئول سرنگون کردن آلمنرودر بوده باشد. با این حال تصور دیگر بر این است که آلمنرودر در اثر آتش ضدهوایی سرنگون شده است. ستوان دوم کارل آلمنرودر در این حادثه در دم جان باخت. هنگام مرگ ۲۱ ساله بود. تن او گورستان پروتستانی والت در آلمان دفن شد. به هر صورت، هم‌اکنون هیچ سنگ‌قبری از او باقی نیست.